# Mark Ring
Pas d'image ? Cliquez ici

b Matchs officiels uniquement.
Mark Gerarde Ring, né le 15 octobre 1962 à Cardiff, est un joueur de rugby à XV qui a joué avec l'équipe du pays de Galles évoluant au poste de centre.

## Carrière
Il dispute son premier test match le 5 février 1983 contre l'équipe d'Angleterre et son dernier test match contre l'équipe d'Australie le 12 octobre 1991. Il dispute trois matches de la Coupe du monde 1987 et trois matches de la Coupe du monde 1991.

## Palmarès
- 3e de la Coupe du monde 1987

## Statistiques en équipe nationale
- 32 sélections
- 34 points (1 essai, 3 transformations, 8 pénalités)
- Sélections par année : 1 en 1983, 1 en 1984, 3 en 1985, 5 en 1987, 6 en 1988, 1 en 1989, 7 en 1990, 8 en 1991
- Tournois des Cinq Nations disputés : 1983, 1985, 1987, 1988, 1990, 1991